# Марсан, Шарль де Лоррен
Шарль де Лоррен (8 апреля 1648 — 13 ноября 1708) — французский аристократ, граф де Марсан (1666—1708), так же носил титулы: виконт де Марсан, сеньор де Понс и принц де Мортен.

## Биография
Представитель рода Гизов, младшей ветви Лотарингского дома. Младший (пятый) сын Анри де Лоррена (1601—1666), графа д’Аркура, и Маргариты Филиппы дю Камбю (1622—1674).
Иностранный принц при французском королевском дворе. С рождения носил титул виконта де Марсана. В 1666 году после смерти своего отца Шарль де Лоррен унаследовал титул графа де Марсана.
Его старшими братьями были Луи де Лоррен, граф д’Арманьяк и обер-шталмейстер Франции, и шевалье Филипп де Лоррен, миньон герцога Филиппа Орлеанского. Остальные братья избрали духовную карьеру. Альфонс Луи де Лоррен стал настоятелем Ройомона и Раймонд Беренжер — аббатом Фарон де Мо.
Мадам де Севинье называла его «le petit Marsan».
Шарль де Лоррен, граф де Марсан, был дважды женат. 1 марта 1683 года женился на Марии Франсуазе д’Альбре (1650—1692), даме де Понс и принцессе де Мортан, дочери Цезаря Пробуса д’Альбре (ум. 1676), графа де Марен, и Мадлен де Генего. Брак был бездетным.
Овдовел, Шарль де Лоррен вторично женился на Екатерине Терезе де Гойон де Матиньон (1662—1699), дочери Анри Гойона (1633—1682), сеньора де Матиньона и графа де Ториньи, и Марии Франсуазы Ле Телье. Мария Франсуаза была родственницей Франсуа Мишеля де Лувуа, военного министра Франции. Она также была теткой Жака, князя Монако.
Екатерина де Гойон раньше была замужем за Жаном-Батистом Кольбером (1651—1690), маркизом де Сеньелэ, сыном Жана-Батиста Кольбера, и была матерью четырёх детей. Супруги поженились 22 сентября 1696 года и имели в браке трёх детей. Екатерина умерла при родах в 1699 году, её последний ребёнок, дочь Мария, прожила лишь девять дней.
31 декабря 1688 года в Версале Шарль де Лоррен получил от короля Людовика XIV Орден Святого Духа, наиболее престижный военный орден Франции. В тот же день его братья Людовик и Филипп также стали кавалерами Ордена Святого Духа.
В ноябре 1708 года 60-летний Шарль де Лоррен, граф де Марсан, скончался в Париже. Титул графа де Марсана унаследовал его старший сын Шарль Луи де Лоррен.
Последним мужским потомком Шарля, графа де Марсана, был Луи Камиль де Лоррен (1725—1780), принц Марсан, брат последнего графа Марсана. Его последним потомком по женской линии была Луиза Генриетта Габриэль де Лоррен (1718—1788), мать Жака Леопольда ле Ла Тур д’Овернь (1746—1802), последнего герцога Буйонского.

## Дети
- Шарль Луи де Лоррен (21 октября 1696 — 2 ноября 1755), граф де Марсан и князь де Понс, женат на Елизавете де Роклор (1696—1752), дочери маршала Франции
- Жак Анри де Лоррен (24 марта 1698 — 2 июля 1734), шевалье де Лоррен, женат на Анне-Маргарите Габриэле де Бове (1707—1790), принцессе де Бове-Краон
- Мария де Лоррен (7 декабря — 16 декабря 1699).